# Suecia en los Juegos Olímpicos de Atenas 1896
Suecia estuvo representada en los Juegos Olímpicos de Atenas 1896 por un deportista que compitió en 2 deportes.  
El equipo olímpico sueco no obtuvo ninguna medalla en estos Juegos.